# جنگل فالتس
جنگل فالتس (به آلمانی: Pfälzerwald) یک منطقهٔ مسکونی در آلمان است که در راینلاند-فالتس واقع شده‌است.